# 政治作秀
政治作秀指政治人物包括政府官員、國會議員，候選人等等，為了吸引媒體和選民的關注，而做出誇張的表現。作秀的政治人物往往表現出與身分不符、與平常習慣不同的行為，企圖引起注意、出風頭或展現親和力。

## 案例
- 中華民國第十五任總統蔡英文曾在2018年8月25日視察水淹南台灣災情時，以高底盤大型軍卡、輪型甲車，搭載總統及媒體記者一行人[1]到勘察點，引起大眾負面觀感，表示「不要只來作秀，我們不需要只會作秀的總統！」[2]。
- 高雄市第三屆市長韓國瑜曾在2020年中華民國總統選舉前，為視察登革熱防治情況而親自爬上3公尺高的樹[3]，被普遍認為是政治作秀[4]。
- 桃園市第二屆市長鄭文燦曾在2021年5月21日大規模動用多名工作人員拆除籃框，還邀請新聞媒體到場拍攝，不但遭質疑現場人數高達三十多人，帶頭群聚違反防疫規定[5]，亦被認為是政治作秀[6][7]。